# Ерназар (Акмолинская область)
Ерназа́р (каз. Ерназар) — село в Аккольском районе Акмолинской области Казахстана. Входит в состав Аккольской городской администрации. Код КАТО — 113220300.

## География
Село расположено в западной части района, на расстоянии примерно 17 километров (по прямой) к западу от административного центра района и администрации — города Акколь.
Абсолютная высота — 352 метров над уровнем моря.
Ближайшие населённые пункты: село Акмол орман шаруашылыгы — на востоке, аул Талкара — на западе, село Радовка — на северо-западе.
Близ села проходит автодорога областного значения — КС-8 «Новый Колутон — Акколь — Азат — Минское».

## Население
В 1989 году население села составляло 210 человек (из них казахи — 100 %).
В 1999 году население села составляло 167 человек (82 мужчины и 85 женщин). По данным переписи 2009 года в селе проживало 99 человек (54 мужчины и 45 женщин).
| Численность населения | Численность населения | Численность населения |
| 1989                  | 1999                  | 2009                  |
| --------------------- | --------------------- | --------------------- |
| 210                   | ↘167                  | ↘99                   |

## Улицы[5]
- ул. Бирлик
- ул. Достык